# Kil (commune de Nacka)
Kil est une localité de Suède dans la commune de Nacka située dans le comté de Stockholm.
Sa population était de 1 024 habitants en 2019.